# Dorphinaxius
Dorphinaxius is een geslacht van kreeftachtigen uit de klasse van de Malacostraca (hogere kreeftachtigen).

## Soort
- Dorphinaxius kermadecensis (Chilton, 1911)